# Michael Cram
Michael Cram (nacido el 11 de julio de 1968) es un actor y cantautor canadiense.

## Primeros años
Creció en Ottawa, Ontario, y asistió a la escuela secundaria Hillcrest antes de estudiar economía en la Universidad de Carleton. Luego estudió teatro en The Centre For Actor Study en Toronto. También ha vivido y trabajado en Toronto, así como en Vancouver y Los Ángeles. Cram vive con su esposa, una arquitecta de información, en Los Ángeles. Michael Cram tiene un hermano menor, Bruce, que es agente de bienes raíces y vive en Toronto con su esposa y sus dos hijos.

## Carrera

### Carrera musical
Cram ha sido miembro de Redchair, Amsterdam y Cold House. El 6 de noviembre de 2011, tocó en un concierto con su ex coprotagonista de Flashpoint Amy Jo Johnson en el Free Times Cafe en Toronto.

### Carrera en la actuación
Es conocido por su papel de Kevin "Wordy" Wordsworth en la exitosa serie de televisión Flashpoint y de Tim en la película de drama, comedia y terror He Never Died.

## Filmografía

### Películas
| Año  | Título            | Papel        | Notas        |
| ---- | ----------------- | ------------ | ------------ |
| 1995 | Tommy Boy         | Frat Boy     |              |
| 2009 | Defendor          | Blake        |              |
| 2010 | Repo Men          | Padre        |              |
| 2013 | Empire of Dirt    | Doc Baker    |              |
| 2013 | Bent              | Mitch        | Cortometraje |
| 2015 | He Never Died     | Tim          |              |
| 2016 | Miss Sloane       | Frank McGill |              |
| 2017 | The Space Between | Mitch        |              |
| 2018 | Cada día          | Nick         |              |
| 2023 | Misántropo        | Gavin        |              |

### Televisión
| Año  | Título                     | Papel                          | Notas                               |
| ---- | -------------------------- | ------------------------------ | ----------------------------------- |
| 1996 | The X-Files                | Officer Corning                | Temporada 4, Episodio 4: "Unruhe"   |
| 2004 | Sue Thomas, el ojo del FBI | Ben Myers                      | Temporada 2, Episodio 16            |
| 2007 | Stargate Atlantis          | Silas                          | Temporada 4, Episodio 5 – Travelers |
| 2008 | Flashpoint                 | Kevin "Wordy" James Wordsworth | Personaje regular                   |
| 2013 | Rookie Blue                | Kevin Ford                     | 4 episodios                         |
| 2013 | The Listener               | Brent Sanders                  | Episodio :"The Illustrated Woman"   |
| 2014 | Covert Affairs             | Harris Wilson / The Postman    | Invitado                            |
| 2015 | Arrow                      | Malcolm's Friend               | Invitado: "Uprising"                |
| 2015 | Bones                      | Ted Thompson                   | Temporada 10, Episodio 20           |
| 2016 | NCIS                       | Agent Earl Kitt, ATF           | Invitado: "Loose Cannons"           |
| 2016 | Shadowhunters              | Detective Fisk                 | 2 episodios: "Major Arcana"         |
| 2017 | The Girlfriend Experience  | Mark Novak                     | 4 episodios                         |
| 2018 | General Hospital           | Carter Buckley                 | 1 episodio                          |
| 2018 | NCIS: Los Ángeles          | Col. Trevor Lawford            | Episodio: "The Patton Project"      |